# پیتر رنرت
 پیتر رنرت (انگلیسی: Peter Rennert؛ زاده ۲۶ دسامبر ۱۹۵۸) یک تنیس‌باز اهل ایالات متحده آمریکا است.